# Catalpa
Catalpa é um género botânico pertencente à família Bignoniaceae.

## Sinonímia
Macrocatalpa

## Espécies
O género Catalpa inclui pelo menos 43 espécies, entre as quais as duas espécies norteamericanas, Catalpa bignonioides e Catalpa speciosa, cultivadas em todo o mundo como árvores ornamentais pelas suas vistosas flores. Estas espécies de catalpa são similares, embora a primeira tenha folhas, flores e frutos maiores. A catalpa-amarela (Catalpa ovata) da China, com flores pálidas amarelas, também é muito cultivada como árvore ornamental.
As espécies de Catalpa validamente descritas são: Fuentes de la lista
| - Catalpa bignonioides Walter - Catalpa brevipes Urb. - Catalpa bungei C.A.Mey. - Catalpa cassinoides Spreng. - Catalpa denticulata Urb. - Catalpa domingensis Urb. - Catalpa duclouxii Dode - Catalpa ekmaniana Urb. - Catalpa fargesii Bur. - Catalpa henryi Dode - Catalpa heterophylla Dode - Catalpa himalayensis Hort. ex Dippel - Catalpa hirsuta Spreng. - Catalpa kaempferi Siebold & Zucc. - Catalpa longisiliqua Cham. - Catalpa longissima (Jacq.) Dum.Cours. - Catalpa macrocarpa Ekman | - Catalpa microphylla Spreng. - Catalpa nana Hort. ex Dippel - Catalpa oblongata Urb. & Ekman - Catalpa obovata Urb. - Catalpa ovata G.Don - Catalpa pottsii Seem. - Catalpa pubescens (Griseb.) Bisse - Catalpa pumila Hort. ex Wien. - Catalpa punctata Griseb. - Catalpa purpurea Griseb. - Catalpa silvestrii (Pamp. & Bonati) S.Y.Hu - Catalpa speciosa Warder ex Engelm. - Catalpa sutchuensis Dode - Catalpa thunbergii Hort. ex Wien. - Catalpa tibetica Forrest - Catalpa vestita Diels - Catalpa wallichiana Hort. ex Wien. |

Catalpa catalpa
Catalpa communis
Catalpa cordifolia
Catalpa duclouxii Catalpa ekmaniana Catalpa erubescens
Catalpa fargesii Catalpa henryi Catalpa heterophylla
Catalpa himalayaca Catalpa himalayensis Catalpa hirsuta
Catalpa hybrida Catalpa japonica Catalpa kaempferi
Catalpa longisiliqua Catalpa longissima Catalpa macrocarpa
Catalpa microphylla Catalpa nana Catalpa oblongata
Catalpa obovata Catalpa ovata Catalpa pottsii
Catalpa pubescens Catalpa pulverulenta Catalpa pumila
Catalpa punctata Catalpa purpurea Catalpa silvestrii
Catalpa speciosa Catalpa sutchuenensis Catalpa syringaefolia
Catalpa syringifolia Catalpa ternifolia Catalpa thunbergii
Catalpa tibetica Catalpa umbraculifera Catalpa vestita
Catalpa wallichiana

## Nome e referências
Catalpa Scopoli